# Jan Śniadecki
Jan Śniadecki (Żnin, 29 de agosto de 1756 - Jašiūnai Manor, cerca de Vilna, 9 de noviembre de 1830) fue un matemático, filósofo y astrónomo polaco, hermano de Jędrzej Śniadecki.

## Semblanza
Śniadecki estudio en la Universidad Jagellónica (Cracovia) y en París. Fue rector de la Universidad de Vilna, miembro de la Comisión Nacional de Educación y director de los observatorios astronómicos de Cracovia y Vilna. Śniadecki publicó muchos trabajos, incluyendo sus observaciones sobre los planetoides recién descubiertos en la época. Su obra O rachunku losów (1817) fue pionero en los trabajos sobre la teoría de la probabilidad.

## Obras
- "Rachunku algebraicznego teoría" (1783)
- "Geografia, czyli opisanie matematyczne i fizyczne ziemi" (1804)
- "O Koperniku" (1802)
- "O rachunku losów" (1817)
- "Trygonometria kulista analitycznie wyłożona" (1817)
- "O pismach klasycznych i romantycznych", Dziennik Wileński (1819)
- "Filozofia umysłu ludzkiego" (1821)

## Eponimia
- El cráter lunar Sniadecki lleva este nombre en su memoria.[1]
- El asteroide (1262) Sniadeckia también conmemora su nombre.[2]